# Ани Юдойоно
Хаджи Кристиа́ни Херава́ти (индон. Kristiani Herawati), более известная как А́ни Юдойо́но (индон. Ani Yudhoyono), а также как Ибу Ани (англ. Ibu Ani - Мать Ани); (6 июля 1952 года, Джокьякарта — 1 июня 2019 года, Сингапур) — индонезийский политик и общественный деятель, супруга президента Индонезии в 2004—2014 годах Сусило Бамбанга Юдойоно и первой леди Индонезии с 2004 по 2014 год.

## Биография

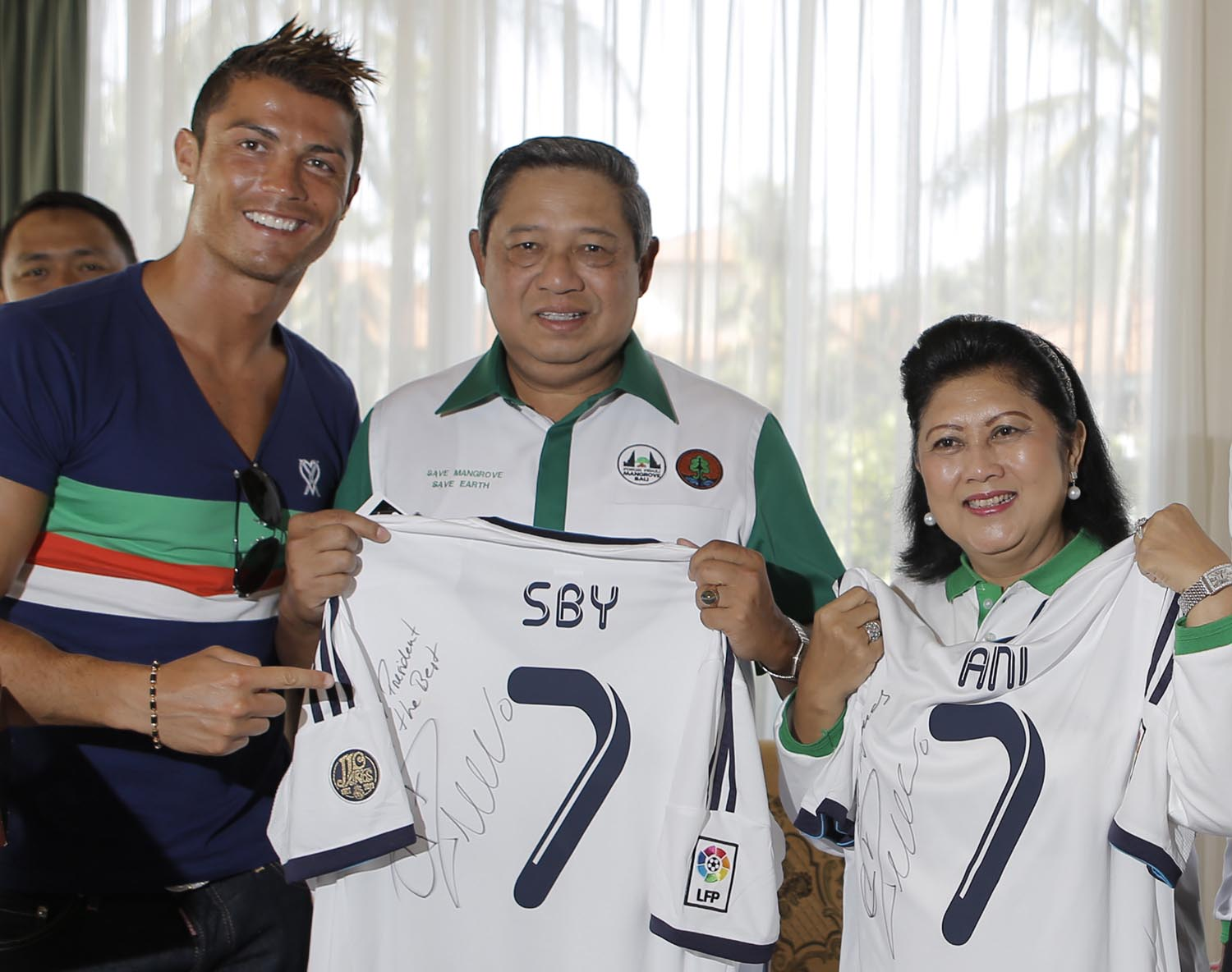
Президент Юдойоно (в центре), его супруга Ани (справа) и Криштиану Роналду (слева) на Бали. 2013 год.

Кристиани Херавати родилась 6 июля 1952 года в Джокьякарте. В 1973 году поступила на медицинский факультет Христианского университета Индонезии. На третьем курсе была вынуждена прервать учёбу, последовав за своим отцом в Южную Корею, куда его назначили послом. В 1976 году вышла замуж за молодого офицера индонезийской армии Сусило Бамбанга Юдойоно. Позже поступила в Открытый университет Индонезии, где в 1998 году получила степень бакалавра политологии.
В 2001—2004 годах, когда её муж занимал министерские посты в правительствах Абдуррахмана Вахида и Мегавати Сукарнопутри, была активистом ряда женских организаций.
В 2004 году стала вице-председателем основанной сторонниками Юдойоно Демократической партии (председателем был Субур Будисантосо), активно агитировала за своего мужа на состоявшихся в том же году президентских выборах. Став первой леди, была организатором ряда кампаний, в частности кампании против полиомиелита, а также проекта Mobil Pintar («Умные автомобили»), в рамках которого в Джакарте начали действовать передвижные библиотеки с детскими книгами. Оказывала помощь в восстановлении провинций Ачех и Ниас, пострадавших от землетрясений и цунами.
В 2007 году в честь Ани был назван редкий вид бабочек, обитающий в Папуа и получивший название Delias kristianiae. Один экземпляр этой бабочки был подарен первой леди, она же, в свою очередь, передарила его музею.
В 2013 году появилась информация о том, что телефон Ани, как и телефон её мужа, прослушивался австралийской разведкой, что вызвало дипломатический скандал между Индонезией и Австралией. В декабре того же года имя Ани, как персоны, имеющей значительное влияние на президента Индонезии, появилось в базе WikiLeaks.
Умерла 1 июня 2019 года в Госпитале Национального университета Сингапура, где проходила лечение от лейкемии, в возрасте 66 лет. В тот же день останки бывшей первой леди были перевезены из Сингапура в Джакарту. Впоследствии её должны похоронить на джакартском Кладбище героев Калибата.

## Личная жизнь
Ани Юдойоно увлекалась разведением орхидей и фотографией. В 2015 году в честь неё был назван новый вид орхидей в Сингапуре. На свой 61-й день рождения она выпустила две иллюстрированные книги, посвящённые ботанической коллекции дворца Чипанас, одного из президентских дворцов Индонезии. Часть фотографий в этих книгах принадлежали самой первой леди.
Ани была известной медийной персоной и активным пользователем Instagram, на момент своей смерти она имела более 6,4 млн. подписчиков.

## Семья
Отец Ани — генерал-лейтенант Сарво Эдди Вибово, один из основателей Национальной армии Индонезии и одна из ключевых фигур трагических событий 1965 года. Мать — хаджи Сри Сунарти Хадия (индон. Sri Sunarti Hadiyah). Кроме Ани в семье было ещё 5 детей. Младший брат Ани, генерал Прамоно Эдди Вибово занимал ряд командных постов в индонезийской армии при президентстве Сусило Бамбанга Юдойоно, в частности был начальником штаба сухопутных войск.
В семье Ани и Сусило Бамбанга Юдойоно двое детей. Старший сын, Агус Харимурти Юдойоно (род. 1978) — отставной майор Национальной армии Индонезии. После отставки со службы он стал политиком, баллотировался на выборах губернатора Джакарты в 2017 году, но проиграл Анису Басведану. Младший сын, Эди Баскоро Юдойоно (род. 1980) — политик, депутат Совета народных представителей от президентской Демократической партии (с 2009, переизбран в 2014).